# Muntiacus atherodes
Muntiacus atherodes är en däggdjursart som beskrevs av Groves och Grubb 1982. Muntiacus atherodes ingår i släktet Muntiacus och familjen hjortdjur. IUCN kategoriserar arten globalt som nära hotad. Inga underarter finns listade.

## Utseende
Individerna når en kroppslängd (huvud och bål) av 90 till 100 cm samt en svanslängd av 14 till 20 cm. Vikten varierar mellan 13 och 18 kg. Den korta pälsen har på ovansidan en gul-orange färg och bröstet samt buken är vitaktiga. Ibland finns en mörkare remsa på ryggens mitt. Hos hannar förekommer korta 1,5 till 4 cm långa horn. Ungarna föds med vita punkter som försvinner när de når halva storleken av vuxna djur.

## Utbredning och habitat
Detta hjortdjur lever endemiskt på Borneo. Arten vistas vanligen i låglandet och i kulliga områden. Individer som kanske tillhör denna art observerades i högre regioner. Habitatet utgörs av skogar och av odlade områden.

## Ekologi
Individerna är främst aktiva på dagen. De äter örter, frön, gräs, frukter och andra växtdelar. Ibland syns två vuxna individer tillsammans som kanske är ett par.
Honor kan para sig hela året. Dräktigheten varar cirka 210 dagar och sedan föds oftast ett ungdjur. Efter ungefär två månader slutar honan med digivning. Honor och hannar blir efter 6 till 12 månader könsmogna.